# فقراء لا يدخلون الجنة (فلم)
فقراء لا يدخلون الجنة: فيلم مصري إنتاج سنة 1984، من إخراج مدحت السباعي. وتمثيل محمود عبد العزيز وآثار الحكيم.

## أحداث الفيلم

### نبذه
يشهد أحمد وهو طفل قيام أبيه بقتل امه بسبب خيانتها، يقضى فترة شبابه بأحد الملاجئ التي يغادرها شابا ويدرس بكلية الحقوق ويعيش في حجرة على سطح أحد المنازل. يتعرف أحمد على جارته الفقيرة سلوى.
تتعرض سلوى للكثير من المشاكل حيث يهددها مالك السكن التي تقيم فيه مع والدتها بالطرد لعدم سداد الإيجار. وفي نفس الوقت لإغراءات من رئيسها في العمل والذي يقوم باغتصابها. يقوم أحمد بقتله وتحوم شبهات ضابط المباحث. في الأخير يذهب أحمد لضابط المباحث ويعترف بالجريمة ويودع بمستشفى الأمراض العقلية.

## طاقم العمل
- محمود عبد العزيز (أحمد)
- علية فؤاد
- محمد أبو حشيش
- سيف الله مختار
- مظهر أبو النجا (مشمش)
- نبيل الحلفاوى
- حسين الشربينى (عرفان)
- عليه عبد المنعم
- يوسف شعبان (الضابط رشدي)
- أحمد بدير (حسين)
- محمد رضا (المعلم ياقوت)
- آثار الحكيم (سلوى)

## روابط خارجية
- مقالات تستعمل روابط فنية بلا صلة مع ويكي بيانات